# Colmurano
Colmurano ist eine italienische Gemeinde (comune) mit 1157 Einwohnern (Stand 31. Dezember 2023) in der Provinz Macerata in den Marken. Die Gemeinde liegt etwa 16,5 Kilometer südsüdwestlich von Macerata und gehört zur Comunità montana dei Monti Azzurri. Die westliche Gemeindegrenze bildet der Fluss Entogge, die östliche der Fiastra.